# Glossochilus
- Commons
- Wikispecies

Glossochilus Nees, segundo o Sistema APG II, é um gênero botânico da família Acanthaceae.

## Espécies
Apresenta duas espécies:
- Glossochilus burchellii
- Glossochilus parviflorus
- «Lista das espécies»

## Nome e referências
Glossochilus C.G.D. Nees, 1847

## Classificação do gênero
| Sistema | Classificação                       | Referência            |
| ------- | ----------------------------------- | --------------------- |
| APG II  | Ordem Lamiales, família Acanthaceae | APweb, versão 9, 2008 |